# Глиницкий (Гомельская область)
Глиницкий (бел. Глініцкі) — посёлок в Осовецком сельсовете Мозырского района Гомельской области Республики Беларусь.

## География
В 49 км на запад от Мозыря, 33 км от железнодорожной станции Муляровка (на линии Лунинец — Калинковичи), 183 км от Гомеля.
На реке Крапивня (приток реки Сколодина).

## История
Основан в начале XX века переселенцами из соседних деревень на бывших помещичьих землях. В 1931 году жители вступили в колхоз. Во время Великой Отечественной войны 10 жителей поселка погибли на фронте. Согласно переписи 1959 года в составе совхоза «Осовец» (центр — деревня Осовец).

## Население
- 1959 год — 114 жителей (согласно переписи).
- 2004 год — 22 хозяйства, 38 жителей.

## Транспортная сеть
Транспортные связи по просёлочной и далее по автодороге Гомель — Лунинец. Планировка состоит из прямолинейной улицы, близкой к широтной ориентации и застроенной неплотно деревянными крестьянскими усадьбами.